# Bayerische Beamtenkrankenkasse
Die Bayerische Beamtenkrankenkasse Aktiengesellschaft (BBKK) ist eine deutsche private Krankenversicherung mit Sitz in München, die zum Konzern der Versicherungskammer Bayern gehört.
Trotz ihres Namens ist die BBKK keine Krankenkasse im Sinne des Fünften Buches Sozialgesetzbuch, sondern ein privater Krankenversicherer.

## Geschichte
1926 gründete die Bayerische Versicherungskammer als Krankenkasse für Staatsbeamte die Bayerische Beamtenkrankenkasse. Nach dem Zweiten Weltkrieg und der Währungsreform von 1948 vollzog sich für die Versicherungskammer ein stetiger Wandel von der verwaltenden Staatsbehörde hin zu einem modernen Wirtschaftsunternehmen.

## Unternehmensstruktur und Versicherte
Das Unternehmen ist vollständig im Besitz der Consal Beteiligungsgesellschaft, einer organisatorischen Holding der Versicherungskammer Bayern. Die BBKK hält 10 Prozent der Anteile an der Union Krankenversicherung (UKV).
Am 31. Dezember 2016 hatte die BBKK 1,87 Mio. Versicherte, davon 336 Tsd. in der Krankheitskostenvoll- und 1,06 Mio. in der Krankheitskostenzusatzversicherung sowie 468 Tsd. in der Beihilfeablöseversicherung.